# Дин, Присцилла
Присцилла Дин (англ. Priscilla Dean, 25 ноября 1896 — 27 декабря 1987) — американская актриса.

## Биография
Родилась в Нью-Йорке в семье театральных актёров. Её мать была популярной театральной актрисой Мэри Престон Дин. Актёрский дебют Дин состоялся в детстве, когда она начала играть в постановках вместе с родителями. Последующие годы она совмещала учёбу в монастырской школе и работу на театральной сцене.
Кинокарьера Дин началась с участия в короткометражках студии «Biograph», а в 1911 году она подписала контракт со студией «Universal», где в последующие годы зарекомендовала себя как одна из ведущих комедийных актрис. Слава к ней пришла в 1917 году после роли в криминальной драме «Серая тень», после чего её стали приглашать уже на серьёзные драматическое роли. Однако с приходом звукового кино её карьера резко пошла на спад, и в 1932 году, после нескольких небольших ролей, Дин ушла из кино.
Актриса дважды была замужем. Её первым супругом с 1920 по 1926 год был актёр Уилер Окман. В 1928 году она вышла замуж за лётчика Лесли П. Арнольда, который был известен тем, что несколькими годами ранее совершил кругосветный полёт. Супруги были вместе до смерти Арнольда в 1961 году. Присцилла Дин скончалась 27 декабря 1987 году в возрасте 91 году, из-за последствий травм от падения в сентябре того же года.